# Església de Sant Joan Baptista (Móra d'Ebre)
Sant Joan Baptista és una església parroquial protegida com a bé cultural d'interès local al nucli urbà de la població de Móra d'Ebre (Ribera d'Ebre), al bell mig del nucli antic de la població. Forma cantonada entre el carrer de la Palma i la plaça de Sant Joan.

## Arquitectura
La construcció és bastida en pedra ben desbastada, disposada en filades regulars. Església d'una sola nau amb capelles laterals i absis poligonal. La nau està coberta per una volta d'arestes dividida en tres tramades per arcs torals de mig punt amb ornamentació de cassetons. Aquests arcs es recolzen damunt d'una àmplia cornisa motllurada, sostinguda per pilastres estriades amb capitells d'estil corinti. L'absis també està cobert per una volta d'aresta, de la mateixa manera que les capelles laterals, tres per banda. Als peus del temple hi ha el cor, sostingut per una gran volta rebaixada d'arestes també. La façana principal presenta l'anomenada Porta nova, un portal d'arc de mig punt adovellat amb l'escut de la vila a la clau, datat l'any 1733. El portal està emmarcat per dues pilastres que sostenen un entaulament motllurat. Damunt seu hi ha una fornícula apetxinada flanquejada per dues pilastres, amb entaulament i coronament piramidal. A la part superior del parament hi ha un rosetó decorat amb vitralls de colors. La façana de migdia presenta un altre portal d'accés a l'interior, rectangular, amb timpà semicircular i emmarcat per dues pilastres rematades amb capitells. A la part superior hi ha una altra fornícula de mig punt amb la imatge del patró, rematada per una creu. El campanar, situat a l'extrem nord-est del temple, és de planta rectangular, amb obertures de mig punt a la part superior i coberta de quatre vessants. L'interior de l'església està profusament decorat.

## Història
La primera referència del temple és l'any 714, quan els musulmans la van convertir en mesquita. L'any 1153, el rei Ramon Berenguer IV la va ordenar reconstruir com a església, en estil romànic. Al segle xv es transformà en estil gòtic; d'aquesta època es conserven alguns elements. El Papa Sixt V, va declarar priorat secular a l'església de Sant Joan Baptista el 1585.
A partir de la dècada de 1520 la colla del mestre Guerau Capdevila va començar a reconstruir l'església des de l'absis. Cap al 1560 la renovació del temple ja havia arribat als peus i els mestres Veyt i Rambla contractaven el seu cor elevat.
Vers el segle xvi s'aixecaren les capelles de Sant Francesc (dita actualment de la Puríssima) i la capella de la Puríssima (dia avui de Sant Antoni), la del Sant Crist dels Cavallers i la del Roser (avui en dia consagrada a la Verge de Montserrat). Durant aquest segle l'església fou saquejada dos vegades, la primera el 1642 per les tropes del Rei d'Espanya, durant la Guerra dels Segadors, quan les tropes a més varen cremar l'arxiu parroquial, i la segona el 1650 per les tropes franceses.
Entre el 1703 i el 1714, en la Guerra de Successió Espanyola, l'església va quedar parcialment destruïda (campanar, paviment, arxiu i l'abadia foren les parts més afectades). Vers el 1733 fou reconstruïda i ampliada afegint un absis, una nova façana barroca (Porta Nova) i una capella octogonal pel Santíssim Sagrament. D'aquest moment és testimoni l'escut de la vila que corona la porta principal.
El 1837, durant la Primera Guerra Carlina, va ser incendiada pels lliberals liderats per Cabrera, igual que alguns barris de Móra, com el del Verger, Palla o Concòrdia. Dos orgues de tubs, un barroc i un renaixentista, foren cremats durant aquesta catàstrofe.
A partir de l'any 1843, l'església fou reconstruïda emprant en l'interior altars, imatges i ornaments d'altres esglésies i s'enguixà tot l'interior.
Durant la Guerra Civil (1936-39) va ser novament destruïda i es va tornar a perdre l'arxiu parroquial així com moltes de les imatges i l'altar major. La Prioral amb el seu campanar, va ser restaurada a la dècada dels anys 1950, sobre el mateix lloc per les Regiones Desvastadas.
L'any 2000 es decorà l'interior amb pintura mural imitant el marbre.